# Uyo Uyo
Uyo Uyo es un monumento arqueológico en el Perú. Está situado en la Región Arequipa, provincia de Caylloma, Distrito de Yanque. El monumento está conformado en cuatro sectores: 2 sectores urbano, cementerio y agrícola. Fue ocupada por los collaguas.

## Ubicación
Está situado a 2.5 kilómetros por vía afirmada desde la localidad de Yanque en la Región Arequipa, provincia de Caylloma, Distrito de Yanque. Se encuentra a 3 570 m s. n. m.